# 山崎あきら
山崎 あきら（やまざき あきら）は、日本の音響監督である。
1960年代から1990年代にかけて、多くのアニメーションで録音演出（音響監督）を担当した。キャリア初期は東京ムービー作品への参加が多かった。

## 特色・人物
人物の芝居や感情表現を大事にする演出を行っていたという。1960年代当時は技術的な問題もあり作画とセリフの尺との整合性が取れていないことが多かったが、これに関して山崎は「声の芝居がしっかりしてさえいれば、視聴者は気にならない」と語っていたという。
ダメ出しが非常に厳しいことで知られていたといい、新人やベテランに関わらず対等な演技指導をしていたという。
仲村秀生は「巨匠」と評している。また、井上真樹夫は「私にとっては『謎の男』です」と述べている。
仲村秀生は、山崎が『ど根性ガエル』で南先生役に自身をキャスティングしたことに対し「当時は二枚目の役をすることが多く少々飽きがきていた時期だった。そんな僕を完全に三枚目の南先生役にキャスティングしたセンスに対して、今となっては感謝せざるを得ない」としている。
『荒野の少年イサム』で指導を受けた神谷明は山崎について「ピタリと横に張り付き1から演技を指導して下さいました。後ろを向いた時、心配げに見守っていた優しい眼差しを忘れられません」と語っている。
『巨人の星』で指導を受けた古谷徹は「感情表現や気持ちを言葉に乗せて演技をすることについては、やはり音響監督の山崎さんに多くを教わりました」「本当に助けていただきました」と話し、インタビューなどにおいてよく山崎の名を挙げている。
2010年、東京アニメアワードにて功労賞を受賞。

## 主な参加作品
※特筆の無い限り、すべて「録音演出」あるいは「音響監督」として参加。

### テレビアニメ
1968年
- 巨人の星（1968年 - 1971年）

1969年
- アタックNo.1（1969年 - 1971年）

1971年
- 新オバケのQ太郎（1971年 - 1972年）

1972年
- 赤胴鈴之助（1972年 - 1973年）
- ど根性ガエル（1972年 - 1974年）

1973年
- 荒野の少年イサム（1973年 - 1974年）

1974年
- 行け! 牛若小太郎

1976年
- ろぼっ子ビートン（1976年 - 1977年）

1977年
- 新・巨人の星（1977年 - 1978年）

1979年
- 新・巨人の星II

1980年
- ムーの白鯨
- がんばれゴンベ

1991年
- 絶対無敵ライジンオー（1991年 - 1992年）

1992年
- 元気爆発ガンバルガー

1993年
- 熱血最強ゴウザウラー

### 映画
1969年
- 巨人の星 行け行け飛雄馬

1970年
- 巨人の星 大リーグボール
- アタックNo.1 富士見学園の新星
- 巨人の星 宿命の対決
- アタックNo.1 涙の回転レシーブ
- アタックNo.1 涙の世界選手権

1971年
- アタックNo.1 涙の不死鳥

1980年
- がんばれ!!タブチくん!! 第3弾 あゝツッパリ人生 ※録音

### OVA
1988年
- 竜世紀

1989年
- 手天童子（1989年 - 1991年）

1990年
- 押忍!!空手部
- THE八犬伝（1990年 - 1991年）

1991年
- 押忍!!空手部2 大阪暴走族抗争

1992年
- 押忍!!空手部3 大阪鉄砲玉伝説
- 押忍!!空手部4 高木復活！大阪神戸決戦
- 元気爆発ガンバルガー百科

### その他
- ケロヨンの大自動車レース（1968年）